# عاشق آواره
عاشق آواره (به هندی: Aashik Awara) فیلمی محصول سال ۱۹۹۳ و به کارگردانی اومش مهرا است. در این فیلم بازیگرانی همچون سیف علی خان، مامتا کولکارنی، موهنیش باهل، شارمیلا تاگور، سعید جعفری، قادرخان، شارات ساکسنا، ساتیش شاه، آرچانا پوران سینگ ایفای نقش کرده‌اند.

## داستان
راهزنان، یک راننده تاکسی جوان و همسرش، را می‌کشند. پسرشان جای (سیف علی خان) پس از تماس با پلیس، به‌دلیل دزدی بی سر و صدا زندگی می‌کند. اما جای در تلاش برای یورش به محموله‌ای از طلا که متعلق به یک قاچاقچی بزرگ است، مجبور می‌شود از دست پلیس و دزدان دیگر فرار کند. مخفیانه، وارد خانۀ مردی می‌شود و او را نجات می‌دهد. جای از فرصت استفاده می‌کند و خودش را جای نامزد دختر صاحب‌خانه که از آمریکا آمده جا می‌زند...

## بازیگران
- سیف علی خان در نقش جایدف "جای" سینگ/جیمی/راکش راجپال
- مامتا کولکارنی در نقش جیوتی
- موهنیش باهل در نقش ویکرام مهرا
- نوین نیشول در نقش دیلیپ سینگ، راننده تاکسی
- شارمیلا تاگور در نقش خانم سینگ، همسر دیلیپ
- سعید جعفری در نقش پدربزرگ جیوتی
- پانکاج ویر در نقش رانویر تریپاتی، پدر جیوتی
- ریتا بهادری در نقش گایاتری دشموک تریپاتی، مادر جیوتی
- قادر خان در نقش جگو، پدر تونو
- راکش بدی در نقش تونو، پسر جاگو
- شارات ساکسنا در نقش گارگا
- ساتیش شاه در نقش بازرس پلیس جاگانات
- آمریتپال در نقش دوا سینگ
- آرچانا پوران سینگ در نقش شیلا، مادر ویکرام و همسر دوا سینگ
- گاناشیام نایاک در نقش پاسبان پلیس، زیر نظر بازرس پلیس جاگانات
- ویجو خوته در نقش کاستوری، دست راست گارگا
- مالایی چاکرابارتی در نقش کاستوری لال، برادر شیلا
- گودی ماروتی در نقش بت زن در باشگاه
- راوی پاتواردهان در نقش قاضی در دادگاه
- ویوک واسوانی در نقش رئال راکش راجپال
- آمارنات موکرجی در نقش وزیر دشموک
- سوهاس خندکه در نقش وکیل مدافع رانویر